# Juan Francisco Sans
Juan Francisco Sans Moreira (Caracas; 17 de febrero de 1960 - Medellín; 27 de agosto de 2022) fue un catedrático y compositor venezolano, profesor Titular e investigador de la Universidad Central de Venezuela (UCV). Se dedicó por más de 35 años a la música, acompañado de sus instrumentos: el piano, la flauta dulce y el órgano, siendo director orquestal y coral.
Fue musicólogo, escritor, docente y locutor. Como comunicador, trabajó para que la música fuese incluida en la educación formal, a fin de construir y afianzar valores dentro de la sociedad. Como compositor, productor y director artístico, produjo un abanico de obras musicales que le hicieron acreedor de reconocimiento a nivel internacional.
Fue pionero en la difusión de la ejecución de música para piano a cuatro manos, junto a su esposa Mariantonia Palacios, también pianista, docente e investigadora de la UCV. Se desempeñó como locutor en las emisoras Radio Capital, la Emisora Cultural de Caracas y Radio Nacional de Venezuela.
Fue miembro de la Sociedad Venezolana de Música Contemporánea, la Sociedad Francesa de Análisis Musical, la Sociedad Española de Musicología, la rama latinoamericana de la International Association for the Study of Popular Music (IASPM), la Sociedad de Autores y Compositores de Venezuela, la Sociedad Venezolana de Musicología y la International Musicological Society.

## Estudios
En 1982, se convirtió en profesor ejecutante de piano de la Escuela de Música Juan Manuel Olivares (Caracas), bajo la tutela de la profesora Gerty Reskova de Haas. En 1984 cursó estudios en la Escuela de Artes de la UCV y obtuvo su licenciatura en Artes, mención Música, además de su licencia de locutor por parte del Ministerio de Transporte y Comunicaciones de Venezuela. En 1978 egresó como maestro compositor del Conservatorio Nacional de Música Juan José Landaeta en Caracas, de la mano de los profesores Primo Casale, Ángel Sauce, Héctor Tosar y Antonio Mastrogiovanni.
En 1998, alcanzó su grado de magister scientiarum en Musicología Latinoamericana por parte de la UCV, contando con el apoyo de los profesores Ismael Fernández De La Cuesta, Victoria Eli Rodríguez, Aurelio Tello, Walter Guido, Humberto Sagredo, Eduardo Kusnir y Francisco Kröpfl. En el 2003, se vuelve magister artium de la Universidad de Costa Rica; en 2004 la Yamaha Music Foundation le otorgó el Advanced Certificate in Yamaha Fundamentals Grade 5 y para el 2013 culminó su doctorado en Humanidades en la UCV.
Realizó cursos de perfeccionamiento en estudios de órgano, análisis musical y orquestación, estudios de dirección orquestal, estudios de perfeccionamiento pianístico, música electroacústica, análisis schenkeriano y estudios del discurso como parte de su doctorado.

## Carrera
Inició su carrera profesional como Director del Conservatorio Italiano de Música (1981-1990) ubicado en Caracas; luego siguió como pianista y subdirector del Coro de Ópera del Teatro Teresa Carreño (1985-1990). Se convirtió en Director de la Orquesta del Conservatorio Nacional de Música Juan José Landaeta (1990-1995) y en miembro de la Junta Directiva y de la Comisión Artística de la Orquesta Filarmónica Nacional de Caracas (1996-2000). Durante 1990-2000 trabajó como productor y locutor del programa radial “Compositores de América”, transmitido por Radio Nacional de Venezuela. 
Entre 1997-1999 fue nombrado presidente de la Fundación Vicente Emilio Sojo (FUNVES-CONAC), máximo organismo de investigaciones musicológicas de Venezuela y uno de los más importantes de América Latina. Para 1999-2002 es designado como Jefe del Departamento de Música de la Escuela de Artes de la Universidad Central de Venezuela. De 2003 a 2004 fue Director del Coro Sinfónico Nacional de Costa Rica y director general del Centro Nacional de la Música de dicho país.
Su carrera continuó como Coordinador del área de Artes y de la Maestría en Musicología Latinoamericana (2005-2008) y Director de la Escuela de Arte de la UCV (2008-2015). Para el 2014 formó parte del Comité Académico del doctorado en Humanidades de la UCV y entre 2015-2016 fue Subdirector Académico de la Escuela Nacional de Cine.
Con respecto a su actividad docente, dictó la cátedra de Análisis y Composición en el Conservatorio Nacional de Música Juan José Landaeta (Caracas, 1987-2000). Fue profesor de piano en la Academia Musical Bansbach y en la Escuela Municipal de Artes Integradas (2003-2004); instructor del Coro de la Universidad Latinoamericana de Ciencias y Tecnología (ULACIT, 2004) y catedrático de Dirección Coral en la Universidad Nacional de Heredia (2004), actividades desarrolladas en Costa Rica.
Participó como Director Artístico en el I y II Encuentro Nacional de Compositores (1994, 1996). Fue organizador del I Congreso Venezolano de Musicología (1997), el I Congreso Iberoamericano: La música en los salones del siglo XIX (1998), el 8.º Concurso Latinoamericano de Piano Teresa Carreño (1998), el Concurso Internacional de Guitarra Alirio Díaz (1998), eventos bajo el auspicio de la Fundación Vicente Emilio Sojo (Funves-Conac). 
También organizó el Seminario “Números y notas: Reflexiones matemáticas sobre la música” (2000), el Coloquio “Sonidos y pensamientos: Reflexiones filosóficas sobre la naturaleza de la música” (2001), las VII Jornadas de Investigación de la Facultad de Humanidades y Educación (2001), el IX Congreso de IASPM-LA-UCV (2010) y el Simposio “La edición musical en Venezuela. Estado actual y perspectivas” (2012), este con el apoyo del Centro de Estudios Latinoamericanos Rómulo Gallegos.

## Publicaciones
Publicó sus trabajos como investigador en libros y revistas especializadas, obteniendo reconocimientos a nivel internacional, entre los cuales se puede mencionar:

### Libros
- Los bailes de salón en Venezuela. Fundación Bigott, Caracas. 2016.[8]
- La graciosa sandunga. Cuaderno de piezas de bailes del s. XIX recopilado por Pablo Hilario Giménez. Fundación Bigott, Caracas. 2012.[8]
- Música popular y juicios de valor: una reflexión desde América Latina (editor con Rubén López Cano). 2011.[8]

### Artículos y capítulos de libros
- Nineteenth Century Spanish American Salon as a Translocal Music Scene. In: Made in Latin America. Studies in Popular Music, Julio Mendívil y Christian Spencer (Eds.). 2016:37-45.[8]
- Cuatro obras colombianas para piano a cuatro manos. En: A Contratiempo. 2015; (26).[9]
- La edición musical como ocasión extrema de la interpretación. En: Música e Investigación. Revista anual del Instituto Nacional de Musicología “Carlos Vega”. 2015; (23):17-43.[8]
- Orígenes del gentilicio musical en el siglo XIX en Hispanoamérica: genealogía de un proceso. En: Boletín Música. 2014; (36):21-50.[8]
- El discurso musical. En: Suma del pensar venezolano. Sociedad y cultura. De lo real a la imagen. Libro 3. Con Mariantonia Palacios. Fundación Empresas Polar, Caracas. 2012:827-1008. ISBN 9803793039 / ISBN 9789803793036
- Baile y poder en la Colombia de Bolívar. En: Ensayos. Historia y teoría del arte. 2012; (22):137-168. Música en clave, Revista venezolana de música (en línea) Vol. 4 – 2, mayo-agosto de 2010.[8]
- El patrimonio musical iberoamericano en el concierto mundial: las sinfonías del Nuevo Mundo. En: Musicología desde Ecuador, Ministerio de Cultura, Municipalidad de Loja, Loja. 2012; 1:33-43.[8]
- Computational Modeling of Reproducing-Piano Rolls, con Gustavo Colmenares, René Escalante y Rina Surós. En: Computer Music Journal. 2011; 35(1): 58-75.[10]
- Inocente Carreño: un tropator del siglo XXI. Música en clave, Revista venezolana de música (en línea). 2010; 4 – 2, mayo-agosto.
- Algunas consideraciones adicionales sobre el ritmo y la notación del merengue. En: Akademos. 2009; 11(1-2): 117-142.
- Textos de musicología. Número especial de Akademos coordinado por Juan Francisco Sans. 2009; 11(1-2).
- Estrategias retóricas en los compositores de la Escuela de Chacao. En: Roberto Casazza, Javier Storti, Lucía Casasbellas y Gustavo Míguez (Eds.). Artes, ciencias y letras en la América Colonial, Teseo, Busnos Aires, Tomo II. 2009:273-284.[8]
- Análisis de la discografía venezolana en música académica a través del método musicométrico. Con Adriana Colmenares y Consuelo Ramos. En: Escritos en arte y cultura. 2003; III etapa, Número especial 17-18, pp. 211-230.[8]
- Un nuevo concierto para arpa y orquesta: Prélude, Valse et Rigaudon de Reynaldo Hahn. En: Extramuros. Revista de la Facultad de Humanidades y Educación, Universidad Central de Venezuela. 2003 (18).[8]
- Oralidad y escritura en el texto musical. En: Akademos, Revista de la Comisión de Postgrado de la Facultad de Humanidades y Educación, Universidad Central de Venezuela. 2001; 3(1):89-114.[8]
- Palíndromos. En: Escritos, Revista universitaria de Arte y Cultura, Universidad Central de Venezuela. 2001; Año 13, III etapa, No. 14.[8]
- Patrones de improvisación y acompañamiento en la música venezolana del siglo XIX. En: Resonancias, Instituto de Música-Pontificia Universidad Católica de Chile, Santiago de Chile, No. 8 (con Mariantonia Palacios). Mención honorífica del Premio de Musicología Samuel Claro Valdez. 2001.[8]
- Género, tradición y derechos de autor. En: Los Rostros de la Identidad, Carmen Elena Alemán y Fernando Fernández (Comp.), Equinoccio-Ediciones de la Universidad Simón Bolívar y Fundación Bigott, Caracas. 2001:601-612.[8]
- Sonata y trivialidad en América Latina. En: Revista Musical de Venezuela. 1998; (37):137-162.[8]
- Fundación Vicente Emilio Sojo: un balance de 20 años. En: Venezuela 98, Ministerio de Relaciones Exteriores, Caracas, julio-septiembre. 1998:72-76.[8]
- Sinfonía en el Palmar, o cómo un alemán puede aprender a bailar el joropo sin caerse. En: Centenario Colegio Humboldt, compilado por Hanns Dieter Elschnig y Karl Krispin, Asociación de Antiguos Alumnos del Colegio Humboldt. 1994:117-120.[8]
- Una aproximación analítica a las obras de los compositores de la Escuela de Chacao. En: Revista Musical de Venezuela. 1993; (32-33):58-77.[8]

## Obras musicales

### Composiciones propias
- Nova et vetera, para trío de guitarras. En: Dos tríos-Colección de compositores venezolanos para guitarra, ed. Alejandro Bruzual/Fundación Vicente Emilio Sojo, Caracas. 2000.[8]
- Maricela, para arpa sola. En: Argos, Revista de la División de Ciencias Sociales y Humanidades de la Universidad Simón Bolívar. 1995; (22-23).[8]
- Nova et vetera, para trío de guitarras. En: Música para guitarra. Asociación Cultural Maraven-Zulia. 1991. Canto Aborigen, para flauta y arpa. En: Música y Ensayo. Caracas. 1985.[8]

### Discos compactos (como intérprete)
- Juan Bautista Plaza. Obras para piano. Juan Francisco Sans, piano. Ediciones de la Fundación Juan Bautista Plaza-CONAC. 2006.
- Nació el Redentor. Aguinaldos Venezolanos del siglo XIX. Juan Francisco Sans, piano. 2005
- A bailar tocan. Géneros de Pataleo en la Venezuela del siglo XIX. Dúo Sans Palacios, (piano a cuatro manos). Ediciones del CDCH-UCV. 2000.
- Celedonia. Quinteto de vientos/Quinteto de vientos de la Orquesta Filarmónica Nacional, Juan Francisco Sans (piano)/Editado por Música y Tiempo. 1998.
- La Revuelta. Signos de la Postmodernidad. Omar Acosta (flauta), Juan Francisco Sans (piano). Editado por Música y Tiempo. 1997.
- 9X4. Signos de la postmodernidad. Dúo Sans-Palacios (piano a cuatro manos). Ediciones de Juventudes Musicales de Venezuela. 1996.
- Nuevos Aguinaldos Venezolanos del Siglo XIX-Colección Ramón Montero/Pianista en el Conjunto de Aguinaldo. Ediciones de Miguel Astor y Juan Francisco Sans. 1996.
- Con Corda. Bajo el signo de lo postmoderno/Luis Gómez Imbert (contrabajo), Juan Francisco Sans (piano). Editado por Lyric Classical. 1994,
- Cello Romántico. André Poulet (chelo), Juan Francisco Sans (piano). Editado por Manoca Records Venezuela S.A., (s.f.).

### Discos compactos (como compositor)
- Incanto. Contemporary Venezuelan Music. Incluye su obra Canto Aborigen. Ysmael Reyes (flauta), Susan Olenwine (piano). 2012.
- La canción de arte venezolana. Homenaje a Willy Mager/Incluye su canción Seis por ocho, con texto de Carlos Augusto León/Diana Duque (soprano) y Crismar Gómez (piano). 2003.
- Celedonia. Quinteto de vientos. Incluye su obra Fantasía Casale para quinteto con piano. Quinteto de vientos de la Orquesta Filarmónica Nacional, Juan Francisco Sans (piano). Editado por Música y Tiempo. 1998.
- La Revuelta. Signos de la Postmodernidad. Omar Acosta (flauta), Juan Francisco Sans (piano). Incluye su obra Canto Aborigen, para flauta y piano. Editado por Música y Tiempo. 1997.
- Canto Aborigen/Marisela González, arpa clásica/Incluye sus obras Canto aborigen para flauta y arpa, y Maricela, para arpa sola/Editado por Equinoccio. 1996.
- Con Corda. Bajo el signo de lo postmoderno/Luis Gómez Imbert (Contrabajo), Juan Francisco Sans (Piano)/Incluye su obra De la liberación de las formas, para contrabajo y piano/Editado por Lyric Classical. 1994.
- Nova et Vetera/Trío Raúl Borges/Incluye su obra Nova et Vetera, para trío de guitarras/Editado por Lyric Digital. 1993.

### Discos compactos (como productor y director artístico)
- Evencio Castellanos: Concierto para piano y orquesta. Orquesta Filarmónica Nacional, Dir. Pablo Castellanos. Director artístico. 1999.
- Modesta Bor-Genocidio/Orquesta Filarmónica Nacional, Dir. Pablo Castellanos. Productor y director artístico 1998.
- Fuga Criolla, Juan Bautista Plaza/Orquesta Filarmónica Nacional, Dir. Pablo Castellanos. Productor. 1998.
- Venezuela en el siglo XIX/José Vicente Torres, piano. Productor. 1998.
- Vicente Emilio Sojo- Misa Cromática/Orquesta Filarmónica Nacional, Dir. Pablo Castellanos. Director artístico. 1997.

### Orquestaciones
- Tres valses venezolanos de concierto de Federico Villena para orquesta (originales para un piano a cuatro manos). Estreno el domingo 6 de octubre de 2013, Orquesta Filarmónica Nacional, dirigida por Miguel Ángel Monroy. 2013.
- Mi Teresita y Un bal, un reve de Teresa Carreño, para orquesta (original para piano solo). Estrenada el jueves 2 de febrero de 2012, Orquesta Sinfónica del Edo. Miranda, dirigida por Juan Francisco Sans. 2011.[11]
- Piezas tradicionales del folklor costarricense, para voz y orquesta de cuerdas. Encargo de la Camerata Escuela Municipal de Artes Integrales de Santa Ana, Costa Rica. 2003.
- 16 villancicos navideños (aguinaldos y villancicos). Encargo del Coro Sinfónico Nacional de Costa Rica. Estrenada en diciembre de 2003 en Costa Rica, con la Orquesta Sinfónica y el Coro Sinfónico Nacional de Costa Rica.
- Preludie, Vals et Rigaudon, para arpa diatónica y orquesta (original para arpa cromática y piano), de Reynaldo Hahn. Estrenada en octubre de 2002, en el Festival Musical homenaje a Reynaldo Hahn, por la Orquesta Sinfónica Simón Bolívar bajo la dirección de Carlos Riazuelo.
- Ocho canciones de Navidad (aguinaldos y villancicos), de Ricardo Pérez, José María Izaza, y anónimos. Encargo de la Orquesta Sinfónica Juvenil de Chacao. 2001.
- 17 piezas infantiles (original para piano), de Antonio Estévez. Interpretada por la Orquesta Sinfónica Simón Bolívar (Dir. Alfredo Rugeles) y la Orquesta Sinfónica Municipal de Caracas (Dir. Carlos Riazuelo). 2000.[8]
- Fantasía Bolivariana (original para Banda), de Pedro Elías Gutiérrez. Interpretada por la Orquesta Filarmónica de Caracas (Dir. Pablo Castellanos). 1999.
- Fantasía Venezolana (original para 2 pianos), de Juan Vicente Lecuna. Interpretada por la Orquesta Sinfónica Simón Bolívar (Dir. Alfredo Rugeles). 1994.